# Бристоль (Пенсільванія)
Бристоль (англ. Bristol) — місто (англ. borough) в США, в окрузі Бакс штату Пенсільванія. Населення — 9861 особа (2020).

## Географія
Бристоль розташований за координатами 40°6′13″ пн. ш. 74°51′10″ зх. д. / 40.10361° пн. ш. 74.85278° зх. д. (40.103523, -74.852857).  За даними Бюро перепису населення США в 2010 році місто мало площу 4,81 км², з яких 4,21 км² — суходіл та 0,60 км² — водойми. В 2017 році площа становила 5,07 км², з яких 4,40 км² — суходіл та 0,67 км² — водойми.

### Клімат
| Клімат : Бристоль            | Клімат : Бристоль | Клімат : Бристоль | Клімат : Бристоль | Клімат : Бристоль | Клімат : Бристоль | Клімат : Бристоль | Клімат : Бристоль | Клімат : Бристоль | Клімат : Бристоль | Клімат : Бристоль | Клімат : Бристоль | Клімат : Бристоль | Клімат : Бристоль |
| Показник                     | Січ.              | Лют.              | Бер.              | Квіт.             | Трав.             | Черв.             | Лип.              | Серп.             | Вер.              | Жовт.             | Лист.             | Груд.             | Рік               |
| Абсолютний максимум, °C      | 22,2              | 25,5              | 31,0              | 34,9              | 35,6              | 36,3              | 39,5              | 38,4              | 37,2              | 31,7              | 27,6              | 24,5              | 39,5              |
| Середній максимум, °C        | 4,9               | 6,7               | 11,1              | 17,8              | 23,1              | 28,2              | 30,4              | 29,6              | 25,8              | 19,6              | 13,6              | 7,3               | 18,2              |
| Середня температура, °C      | 0,3               | 1,7               | 5,7               | 11,6              | 16,7              | 22,0              | 24,6              | 23,8              | 19,8              | 13,5              | 8,2               | 2,7               | 12,6              |
| Середній мінімум, °C         | −4,3              | −3,3              | 0,3               | 5,4               | 10,4              | 15,9              | 18,7              | 17,9              | 13,9              | 7,4               | 2,8               | −1,9              | 7,0               |
| Абсолютний мінімум, °C       | −22,8             | −19,1             | −15,3             | −7,7              | 0,4               | 5,6               | 9,1               | 6,2               | 2,6               | −3,6              | −10,8             | −17,5             | −22,8             |
| Норма опадів, мм             | 91                | 69                | 109               | 97                | 106               | 106               | 126               | 111               | 101               | 94                | 86                | 99                | 1197              |
| Вологість повітря, %         | 65.2              | 61.8              | 58.1              | 57.3              | 62.2              | 65.7              | 66.4              | 68.4              | 69.3              | 68.3              | 66.7              | 66.8              | 64.7              |
| ---------------------------- | ----------------- | ----------------- | ----------------- | ----------------- | ----------------- | ----------------- | ----------------- | ----------------- | ----------------- | ----------------- | ----------------- | ----------------- | ----------------- |
| Джерело: PRISM Climate Group |                   |                   |                   |                   |                   |                   |                   |                   |                   |                   |                   |                   |                   |

## Демографія
Згідно з переписом 2010 року, у селищі мешкало 9726 осіб у 3952 домогосподарствах у складі 2389 родин. Густота населення становила 2024 особи/км².  Було 4237 помешкань (882/км²).
Расовий склад населення:
| - 81,1 % — білих - 9,5 % — чорних або афроамериканців - 0,6 % — азіатів - 0,2 % — корінних американців - 5,1 % — осіб інших рас |

До двох чи більше рас належало 3,5 %. Частка іспаномовних становила 14,2 % від усіх жителів.
За віковим діапазоном населення розподілялося таким чином: 23,0 % — особи молодші 18 років, 63,3 % — особи у віці 18—64 років, 13,7 % — особи у віці 65 років та старші. Медіана віку мешканця становила 38,0 року. На 100 осіб жіночої статі у селищі припадало 93,7 чоловіків;  на 100 жінок у віці від 18 років та старших — 89,1 чоловіків також старших 18 років.
Середній дохід на одне домашнє господарство  становив 55 079 доларів США (медіана — 41 701), а середній дохід на одну сім'ю — 67 665 доларів (медіана — 56 821). Медіана доходів становила 44 481 долар для чоловіків та 33 452 долари для жінок. За межею бідності перебувало 14,2 % осіб, у тому числі 21,5 % дітей у віці до 18 років та 13,0 % осіб у віці 65 років та старших.
Цивільне працевлаштоване населення становило 4359 осіб. Основні галузі зайнятості: освіта, охорона здоров'я та соціальна допомога — 25,3 %, виробництво — 11,6 %, роздрібна торгівля — 11,4 %.